# Podkowa Leśna Zachodnia
Podkowa Leśna Zachodnia – przystanek Warszawskiej Kolei Dojazdowej położony przy ul. Zachodniej w Podkowie Leśnej.
W roku 2022 dzienna wymiana pasażerska na przystanku wyniosła 150-199 osób.

## Opis przystanku

### Perony
Do czasu rozpoczęcia przebudowy w maju 2022 roku przystanek podzielony był na dwa oddalone od siebie perony boczne leżące po przeciwnych stronach ulicy posiadających po jednej krawędzi peronowej. Jeden peron znajdował się przy linii nr 47 do Grodziska Mazowieckiego, drugi przy linii nr 48 do Milanówka. Dla każdego z nich obowiązywał inny rozkład jazdy. Oba perony obsługiwały ruch pociągów w obu kierunkach. Na peronach znajdowały się dwie blaszane wiaty przystankowe. Po zakończeniu przebudowy układu przystanku planowane jest oddanie do użytku dwóch peronów bocznych położonych po wschodniej stronie ulicy obsługujących ruch na obu liniach kolejowych w przeciwnych kierunkach.

### Punkty sprzedaży biletów
Na terenie przystanku dostępny jest biletomat umożliwiający zakup biletów jednorazowych i okresowych.

### Przejazd kolejowo-drogowy
Przy wejściu na przystanek po jego zachodniej stronie znajduje się przejazd kolejowo-drogowy. Łączy on ul. Zachodnią z ul. Parkową.